# Vinesauce
A Vinesauce egy 2010-ben alakult csoport, ami online tartalomgyártókból tevődik össze. Fő fókuszuk a videojátékok élő adásban való közvetítése. A legtöbb nevezetességet onnan szerzik, hogy a videojátékok, amikkel játszanak annyira korrumpálva vannak, hogy tele vannak glitchekkel, valamint fura videojátékokról és más médiumokról szóló tartalmakat gyártanak. Népszerűségük elérte, hogy olyan oldalak írjanak róluk, mint a Kotaku, VG247, PC Gamer és a Nintendo Life.

## Történet
A Vinesauce 2010-ben alakult, mint egy streaming közösség és YouTube csatorna. Alapítója Vincent tartalomkészítő, akit a a streaming kialakulóban lévő médiuma és egy álma inspirálta, ahol élő adásban játszott a Chrono Trigger játékkal. A fiókot a Livestream oldalon csinálta meg hogy játszhasson a játékkal, és végül megtanulta, hogy hogyan kell streamelni. A "Vinny Vinesauce" álnevet felvéve online álnévként, Vincent később megalapította a Vinesauce weboldalt, és más tartalomkészítőket toborzott a közösség tagjai közé.

## Internetes tartalmak
A Vinesauce internetes tartalmai főleg retro játékok (mint a Super Mario 64, Legend of Zelda és a Metal Gear Solid) hackjeiről és modjairól szóltak. Az erről szóló videókat különböző sajtóorgánumok ijesztőnek írták le. A Vinesauce játék korrumpálási folyamata egy "Vinesauce Corruptor" program használatával jár, amely önkényesen újrafordítja egy videojáték forráskódját annak érdekében, hogy új effektusokkal újrakontextualizálja a játékot. Számos ilyen effektus a humoros jellegűtől a meglepő és borzalmasig terjed, és néhány korrupció új kihívásokat kínál a régebbi játékok számára. Maxwell McGee a GamesRadartól részletezte a Vinesauce korrupciós videóinak folyamatát, mondván, hogy "a Vinesauce corruptor használata olyan, mintha gitárt hangolnál, csak ahelyett, hogy valamit jól szólna, a lehető legborzalmasabban akarod megszólaltatni anélkül, hogy teljesen szétesne." A csoport különböző más videojátékokat is játszott, például a Cyberpunk 2077, a Fallout 4 és a Super Mario Maker.

### Active Worlds
2016-ban Vinesauce mainstream figyelmet kapott az Active Worlds 1995-ös játékkal. A 2016 márciusában történő élő adás, amiben Vinny addig járkált a virtuális világban, amíg találkozott egy "Hitomi Fujiko" felhasználónevű játékossal, aki npc (non-playable character) tulajdonságokat mutatott. Vinny eredetileg azt gondolta, hogy Fujiko egy játékbeli szereplő, aki azért létezik, hogy segítse a játékosokat, ám később Fujiko emberi tulajdonságokat kezdett kimutatni, és beszélgetésük során kiderült, hogy ismeri Vinny nevét, hiába regisztrálta a fiókját úgy, hogy Vinesauce. Fujiko nem sokkal ezután elhagyta a szervert. Az élőadást hatezer ember nézte, és többen is megpróbáltak felregisztrálni, hogy csatlakozhassanak, ami miatt a játék szerverei túl lettek terhelve. A Vinesauce rajongótábora a stream hatására nyomokat fedezett fel a Fujiko tetteit övező rejtélyről, Alex Avard a GamesRadartól pedig azt állította, hogy "az ezt követő események mitologizálódtak az internet egyik legjobb creepypasta történetévé." 2018-ban Andrew Reinhard szerző megemlítette az Active Worlds videókat az archaeogaming példájaként az Archaeogamingre: An Introduction to Archaeology in and of Video Games című könyvében.

### Hamis farmjáték
2021-ben több Vinesauce videó is idézve volt egy olyan farmos játék rejtélyében ami soha nem létezett. Ez a rejtély akkor keletkezett, amikor Sparta123 nevű Reddit felhasználó írt az r/tipofmyjoystick fórumon egy olyan játékról, ami hasonlít a Harvest Moonhoz, és arról szólt, hogy egy férfi véletlenül megöli a feleségét és próbálja elrejteni a holttestét, miközben farmerként dolgozik. Sparta123 posztja miatta játék pletykája elterjedt a különböző közösségi média közösségekben, és a felhasználók megpróbáltak utánajárni a farmjáték létezésének. Egyik videóesszéjében Justing Whang youtuber felfedte, hogy a játék ötlete az egyik Vinesauce tagtól, Vargskelethor Joeltől származik, idézve ezzel PM_MeYourEars Reddit és AqueousSnake Discord felhasználókat, akik azonosították az animált klippet Joel egyik élőadásából. Sparta123 később megerősítette, hogy a videó volt a játék valószínű forrása, és Joel is bocsánatot kért egy Twitch streamben.

## Más vállalkozások

### Filantrópia
2014-ben Vinesauce létrehozta a Vinesauce is HOPE jótékonysági meghajtás, egy olyan játékfolyam, amelynek bevételét a Gyermekrákkutatási Alapítvány (Pediatric Cancer Research Foundation, PCRF) kapta; az esemény ötletét a korábbi Vinesauce-tag Hootey adta. A Vinesauce is HOPE stream 2017-ben több mint 137 000 dollárt, 2019-ben pedig több mint 218 000 dollárt gyűjtött össze.

### Red Vox

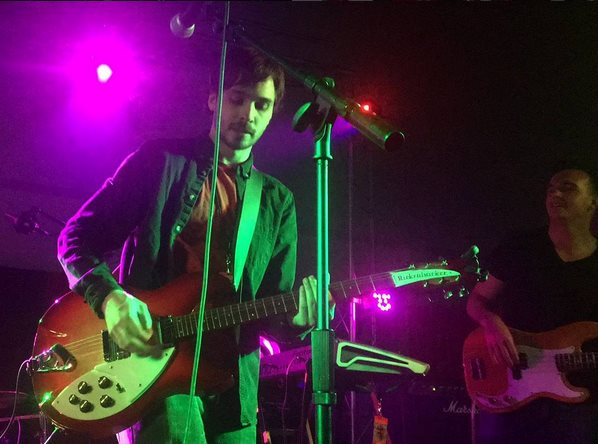
A Red Vox a Too Many Games-en

A Red Vox egy banda, amit Vinny és Mike (Jabroni Mike) alapított meg 2015-ben. Zenéjük elsősorban alternatív rock, a pszichedelikus rock hatásaival. Vinny azt nyilatkozta, hogy olyan rockzenekarok inspirálták a csapat zenéjét, mint a Radiohead, a Nirvana, a Pink Floyd és a Tame Impala. Második albumuk, az Another Light 2017-ben jelent meg, és a Billboard Top Heatseekers listáján a 13. helyen végzett. Összesen 6 albumot és 2 EP-t adtak ki.

### Más munkák
2014-ben videójáték fejlesztő Edmund McMillen interjút adott a Vinesaucenak The Bindig of Isaac játéka kapcsán. 2020-ban Vinny szerepelt a Boundary Break websorozat egyik epizódjában, amely az Animal Crossing: New Horizons határon túli tartalmaival foglalkozott.

## Hatása
A Vinesauce videóinak tulajdonítják az olyan internetes mémek népszerűsítését, mint például a The Daily Dot a Vinesauce-tag Joel Rollercoaster Tycoon videóit idézi, amelyek szélesebb közönséghez juttatták el a különböző mémeket. Vinny pályakreációi a Super Mario Makerben is hasonló creepypasta-alapú pályákat inspiráltak a játékban.
A TechRadar a Vinesauce-t a 10 legjobb játékokat játszó YouTube-csatorna egyikeként említette egy 2016-os listában, kiemelve Vinny Active Worlds videóit és a csatorna ezoterikus játékokra és modokra való összpontosítását. 2021-ben a Vinesauce-t a The New York Times egyik cikkében a "komfort alkotók" példájaként említette.
2022. szeptember 30-án a CNN meghívta Vinnyt, hogy beszéljen a Trombone Champ című zenés-komédiajátékkal kapcsolatos tapasztalatairól. 2022 novemberében a CNN ismét meghívta, hogy Rick Damigellával együtt beszéljen a Placid Plastic Duck Simulator című videojátékkal kapcsolatos tapasztalatairól.

## Fordítás
Ez a szócikk részben vagy egészben  a   Vinesauce című angol Wikipédia-szócikk ezen változatának fordításán alapul.  Az eredeti cikk szerkesztőit annak laptörténete sorolja fel. Ez a jelzés csupán a megfogalmazás eredetét és a szerzői jogokat jelzi, nem szolgál a cikkben szereplő információk forrásmegjelöléseként.